# Thorsten Pietsch
Thorsten Pietsch (* 1972 in Schleswig) ist ein deutscher Autor. Bis 2015 publizierte er unter dem Pseudonym André Bawar.

## Leben
Thorsten Pietsch wuchs in Schleswig-Holstein auf, machte sein Abitur in Hamburg und studierte Kommunikationswissenschaften und Soziologie an der Freien Universität in Berlin. Zwanzig Jahre arbeitete er als freier Journalist für diverse Fernsehsender, erst im Jugendprogramm, dann im Kultur- und Unterhaltungsbereich, später als Sportreporter.
Zwischen 2009 und 2012 schrieb er unter dem Namen André Bawar an einer Roman-Tetralogie um den fiktiven Oberkommissar Olaf „Ole“ Hansen aus Wismar. Die Kriminalfälle haben ihren Ausgangspunkt stets in der alten Hansestadt und sind überwiegend in Mecklenburg-Vorpommern bzw. an der norddeutschen Ostseeküste angesiedelt. Außer als Regionalkrimi lassen sich diese Romane wegen der enthaltenen satirischen und zuweilen Comic-Elemente auch in die Kategorie Komischer Krimi einordnen. Zu seinen literarischen Vorbildern zählt er den populären österreichischen Krimiautoren Wolf Haas.
Nach Abschluss der Wismar-Tetralogie orientierte sich der Autor stilistisch um. Sein Psychothriller Amok Baby (2015) spielt in Berlin und thematisiert eine Mordserie im Mediziner-Milieu.
Seit 2016 schreibt er nur mehr unter Klarnamen und erweiterte seine literarischen Gattungen um Kurzgeschichten und Erzählungen.

## Bibliographie
- Lachsblut, Emons-Verlag, Köln, März 2010. ISBN 978-3-89705-706-7.
- Wismarbucht, Emons-Verlag, Köln, September 2010. ISBN 978-3-89705-750-0.
- Poeler Pokale, Emons-Verlag, Köln, März 2011. ISBN 978-3-89705-806-4.
- Abgetakelt, Emons-Verlag, Köln, Oktober 2012. ISBN 978-3-95451-008-5.
- Amok Baby, Emons-Verlag, Köln, März 2015. ISBN 978-3-95451-476-2.
- Fette Beute, neobooks 2016, ISBN 978-3-7380-7081-1.
- Raukopf, neobooks 2017, ISBN 978-3-7427-7747-8.
- Karma Punks - Erzählungen, Oktober 2019, ISBN 978-1-6911-0852-7.
- Die dunkle Nacht, die lacht... - Erzählungen, Dezember 2020, ISBN  979-8-5833-8339-9.
- Boulevard of Broken Dreams - Die Storys der Salamisten, September 2021, ISBN 979-8-71482-5842.